# 楊宜蓁

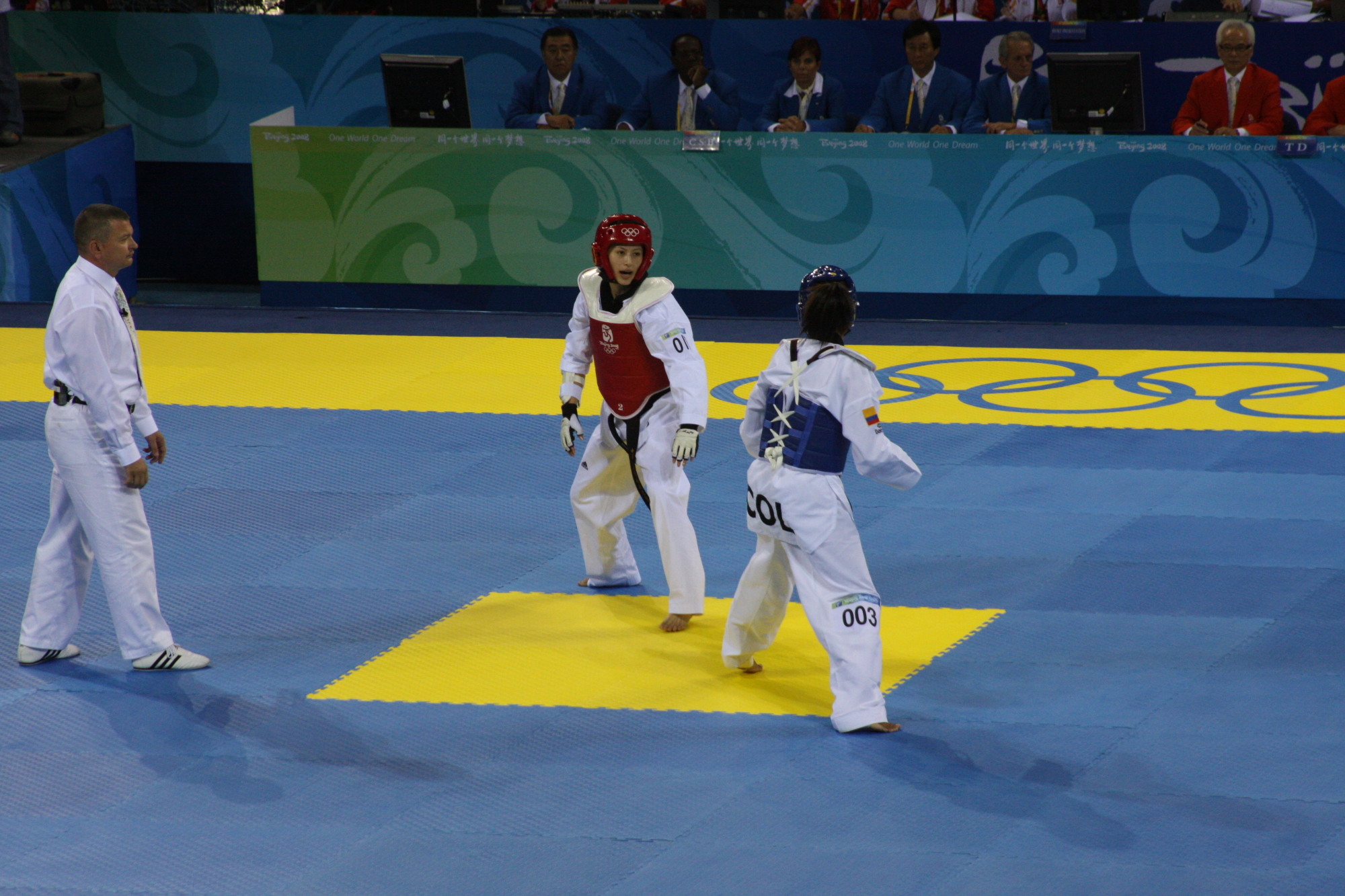
楊淑君（著紅色護具者）於2008年奧運賽況照

楊宜蓁（1985年10月26日—），原名楊淑君，前中華民國女子跆拳道國家選手。2010年亞運跆拳道爭議事件的當事人，現任臺北市立大學體育學系助理教授級技術人員。

## 早年
楊淑君，生於臺灣新北市鶯歌區，新北市鶯歌區中湖國小、新北市樹林區育林國中、華僑中學畢業，中國文化大學體育學士、國立體育大學運動技術研究所碩士、國立體育大學競技與運動科學研究所博士。

## 職業生涯

### 2010年廣州亞運電子襪判罰爭議
2010年11月17日，楊淑君作爲中華代表隊成員參加在中國大陆廣州舉辦的2010年亞洲運動會，在跆拳道女子49公斤級預賽中首場對陣越南選手武氏厚。赛前双方试踢时，台下技术人员发现问题并向主裁判示意，之后應主裁判要求，教練劉聰達撕下後腳跟之兩片舊款感應貼片。後當楊正在比賽中並以9-0領先對手時，亚运会跆拳道比赛技术代表趙磊聲稱接到韓國電子護具工程師向其報告，楊淑君腳後跟電子感應片有異常反應，於是安排當場韓裔菲律賓籍技術监督委員洪性天進行檢查，隨后宣布中斷比賽；現場亞跆盟競賽監督委員磋商討論後，認為比赛前被技术官员要求取下的電子感應片有犯規之嫌，最后由世界跆拳道联盟副秘书长梁振锡裁判长宣布杨淑君因电子感应片犯规以0比12落败。中華代表隊當場表示無法接受此判罰，在場上抗議一個多小時，但仍以電子感應片犯規敗結束比賽，引起了台灣社會的激烈反應和不滿。
台灣體委會宣布政府視楊淑君為金牌選手，將給與300萬元獎金培訓，並且聘請律師，花費三百多萬元，聘用律師，向國際體育仲裁院提出國際仲裁。楊淑君也因此獲得台北市立教育大學體育系聘用為技術講師，位階等同於助理教授。台灣跆拳協會也同時向世界跆拳協會提出抗告。此事引起國際體壇的注意。
經世界跆拳道聯盟組成委員會調查後，仍然維持原判決，認定楊淑君因使用舊款電子襪違規而落敗。針對霸佔場地抗議的部份，裁決楊淑君停權三個月、教練劉聰達1年8個月、中華跆協罰款5萬美元。台灣跆拳協會接受此判決，認為是電子襪不合規定，體委會則認為台灣無法提出有力佐證來證明選手並未違規，進行國際仲裁也難有結果。楊淑君称為了倫敦奧會，主動撤回了要求國際體育仲裁院仲裁的要求，接受世界跆拳道聯盟的判決結果。
2011年8月1日，前跆拳道協會理事長陳建平受訪時指出，新任理事長許安進脅迫跆拳道選手楊淑君撤回告訴，放棄為2010亞運失去資格事件，向國際運動仲裁庭爭取清白的機會。但楊淑君本人未對此事做出聲明。

## 近年活動
2012年夏季奥林匹克运动会，八強戰中以0:6分數敗给泰國選手差那提普·颂坎，大會排名第九
2012年倫敦奧運後宣布退休，並改名楊宜蓁；退役後於臺北市立大學擔任助理教授級專業技術人員。

## 技術特點
楊淑君登錄的資訊為168公分、體重49公斤。

## 獲獎與榮譽
- 1997年英國跆拳道國際公開賽銀牌
- 1998年約旦跆拳道國際公開賽銀牌
- 2000年比利時國際跆拳道公開賽金牌
- 2000年愛爾蘭世界青少年跆拳道錦標賽銀牌
- 2001年台灣彰化亞洲青少年跆拳道錦標賽金牌
- 2001年韓國濟州世界跆拳道錦標賽國手
- 2002年希臘世界青少年跆拳道錦標賽銀牌
- 2002年約旦亞洲跆拳道錦標賽國手
- 2003年韓國大邱世界大學運動會國手
- 2004年韓國亞洲跆拳道錦標賽國手
- 2004年希臘世界大學跆拳道錦標賽國手
- 2005年澳洲阿拉夫拉運動會金牌
- 2005年西班牙馬德里世界跆拳道錦標賽國手
- 2005年世界大學生運動會銀牌
- 2005年澳門東亞運動會銀牌
- 2006年泰國曼谷亞洲跆拳道錦標賽國手
- 2006年西班牙世界大學跆拳道錦標賽金牌
- 2006年韓國國際跆拳道公開賽金牌
- 2006年泰國曼谷世界盃國手
- 2006年亞洲運動會銀牌
- 2006年韓國跆拳道公開賽金牌
- 2007年北京世界跆拳道錦標賽銅牌
- 2007年泰國曼谷世界大學運動會國手
- 2007年韓國國際跆拳道公開賽金牌
- 2007年英國曼徹斯特奧運世界區資格賽金牌
- 2008年洛陽亞洲跆拳道錦標賽金牌
- 2008年奧地利跆拳道公開賽第三名
- 2008年夏季奧林匹克運動會第5名
- 2009年塞爾維亞世界大學運動會銀牌
- 2010年阿斯塔納亞洲跆拳道錦標賽銅牌[18]
- 2010年世界大學跆拳道錦標賽金牌
- 2010年廣州亞洲運動會國手
- 2011年韓國慶州世界跆拳道錦標賽銀牌[19]
- 2011年亞塞拜然奧運世界區資格賽銅牌
- 2011年英國公開賽第三名
- 2012年倫敦奧運測試賽金牌
- 2012年荷蘭公開賽金牌
- 2012年西班牙公開賽銀牌
- 2012年亞洲跆拳道錦標賽金牌

## 個人生活
2014年1月1日，與前職棒投手林煜清登記結婚(當時效力於兄弟象)，同年7月29日產下一子，2016年產下一女。

## 軼事
- 楊淑君因外型出眾，被新聞媒體稱為「漂亮寶貝」。

## 外部連結
- 楊宜蓁部落格 （页面存档备份，存于）（繁體中文）